# Tom Di Maria
Tom Di Maria (20 augustus 2004) is een Belgisch basketballer.

## Carrière
Di Maria speelde in de jeugd van RBC Namur Belgrade en Spirou Charleroi. Hij speelde in het seizoen 2022/23 collegebasketbal voor de Santa Fe Saints. Na een zware blessure besloot hij terug te keren naar België om te revalideren. Voor het seizoen 2024/25 tekende hij bij de Belgische eersteklasser Limburg United, hij maakte zijn debuut in november 2024 in een wedstrijd tegen de Heroes Den Bosch.

## Privéleven
Zijn neef Louis Titeca was ook een basketballer.